# 奥泉駅
奥泉駅（おくいずみえき）は静岡県榛原郡川根本町奥泉にある大井川鐵道井川線の駅である。

## 歴史
- 1959年（昭和34年）8月1日：開業

## 駅構造

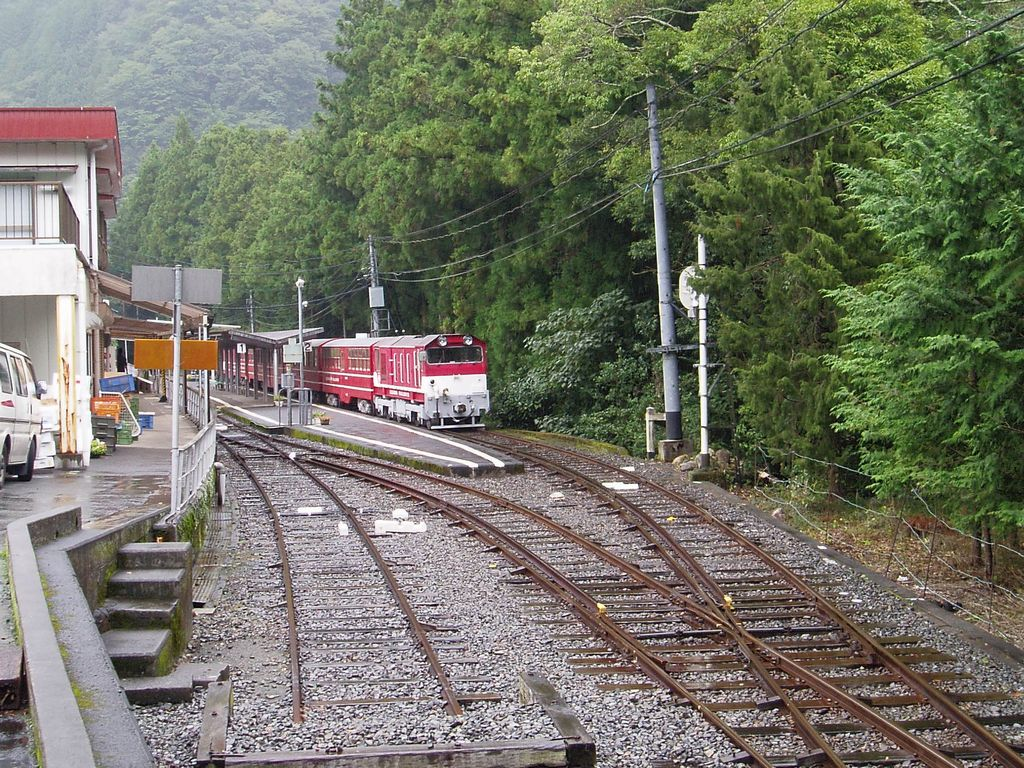
駅構内（2007年10月）

島式ホーム1面2線のホームを持つ、交換可能駅。
線路沿いに商店などが並ぶ狭い道があり、駅舎はこの道を線路とはさんだ反対側にある。改札口は道からホームへ通じる階段部分にある。

## 駅周辺
- 大井川
- 静岡県道77号川根寸又峡線

## バス路線
大井川鐵道の千頭駅、寸又峡温泉、閑蔵駅方面への路線が発着している。

## その他
駅前のトイレは付近で縄文時代の遺跡（下開土遺跡）が発見されたことにちなみ、竪穴建物を模した外観となっている。

## 隣の駅
大井川鐵道
■井川線
川根小山駅 - 奥泉駅 - アプトいちしろ駅